# Воля Романова
Воля Романова (пол. Wola Romanowa) — село в Польщі, у гміні Устрики-Долішні Бещадського повіту Підкарпатського воєводства. Колишнє бойківське село.

## Розташування
Воля Романова знаходиться за 8 км на північний захід від адміністративного центру ґміни Устрик-Долішніх і за 73 км на південний схід від адміністративного центру воєводства Ряшева, за 10 км від державного кордону з Україною.

## Історія
У 1772—1918 роках село було у складі Австро-Угорської монархії, у провінції Королівство Галичини та Володимирії. У 1888 році село належало до Ліського повіту, налічувало 35 будинків і 233 мешканці (186 греко-католиків, 30 римокатоликів і 17 євреїв). Церкви в селі не було, греко-католики належали до 1830 року до парафії Дзвиняч Долішній Ліського деканату, у 1831—1947 роках — до парафії Середниця Устрицького деканату Перемишльської єпархії.
У 1919—1939 роках — у складі Польщі. Село належало до Ліського повіту Львівського воєводства, у 1934—1939 роках входило до складу ґміни Устрики-Долішні. На 1 січня 1939 року в селі мешкало 400 осіб, з них 330 українців-греко-католиків, 50 українців-римокатоликів і 20 євреїв.
З 1939 до 1945 село належало до Нижньо-Устрицького району Дрогобицької області. В березні 1945 року територія віддана Польщі.
У 1945—1947 роках все українське населення було піддане етноциду — насильно переселене як до СРСР так й до північно-західної Польщі — Повернених Земель.